# 斎藤脩
斎藤 脩（さいとう おさむ、1947年9月14日 - ）は、日本の実業家。JFEエンジニアリング代表取締役社長を務めた。

## 人物・経歴
1970年東北大学法学部卒業、日本鋼管入社。1995日本鋼管自動車鋼材営業部長。1998年日本鋼管総合企画部長。1999年日本鋼管取締役に昇格。2000年日本鋼管執行役員常務総合企画部長。2001年日本鋼管執行役員専務総合企画部長。2002年日本鋼管執行役員専務、JFEホールディングス専務執行役員・企画部門長。2005年JFEエンジニアリング代表取締役社長。2008年JFEエンジニアリング顧問、東京リース取締役。2009年東京センチュリーリース監査役。2011年佐藤商事監査役。2015年佐藤商事取締役。